# Blue (Da ba dee)
Blue (Da ba dee) is een succesvolle eurodance-single en zomerhit van de Italiaanse groep Eiffel 65 en afkomstig van het debuut studioalbum Europop uit 1999.  In oktober 1998 werd het nummer eerst in thuisland Italië op single uitgebracht en op 19 juli 1999 in de rest van Europa, Australië, Nieuw-Zeeland, de VS, Canada en Zuid-Afrika als eerste single van het album.

## Achtergrond
De single werd een wereldwijde hit en bereikte in thuisland Italië, Canada, Australië, Nieuw-Zeeland, Duitsland, Oostenrijk, Zwitserland, Frankrijk, Spanje, Finland, Hongarije, Estland, Letland, Zweden, Noorwegen, Denemarken en Ierland en de Eurochart Hot 100 de nummer 1-positie. Ook in het Verenigd Koninkrijk werd de nummer 1-positie behaald in de UK Singles Chart. In de VS werd de 6e positie bereikt in de Billboard Hot 100.
In Nederland werd de single in de zomer van 1999 veel gedraaid op de landelijke radiozenders en werd een gigantische hit. De single stond zestien weken genoteerd in de Nederlandse Top 40 op destijds Radio 538 (en werd er ook Dancesmash), waarvan vijf weken op nummer 1. In de publieke hitlijst; toentertijd de Mega Top 100 op Radio 3FM, stond de single slechts twee weken op één, maar stond in totaal liefst 23 weken in deze publieke hitlijst genoteerd. 
In België stond de single in de Vlaamse Ultratop 50 vier weken op de nummer 1-positie. Ook in de Vlaamse Radio 2 Top 30 stond de single op de nummer 1-positie. In de Waalse Ultratop 50 werd de 2e positie behaald.

## Tekst en videoclip
In het nummer wordt het verhaal verteld van een somber blauw mannetje dat in een blauwe wereld leeft. In het refrein zingt hij dan met een gevocodeerde stem: I'm blue, da ba dee (etc.). Het woord blue (blauw) betreft hier een kleine woordspeling. De persoon is namelijk zowel fysiek blauw, als mentaal (neerslachtig). De hook van het nummer is een pianomelodie.
In de computer-geanimeerde videoclip is te zien hoe blauwe buitenaardse wezens tijdens een optreden van Eiffel 65 de zanger naar hun ruimteschip opstralen. Hierna achtervolgen de overige leden dit ruimteschip naar een verre planeet. Terwijl zij daar met aliens vechten treedt de zanger op voor een publiek van buitenaardse wezens. Uiteindelijk wordt hij gered en treedt hij op met een alien.
In Nederland werd de videoclip destijds op televisie uitgezonden door de muziek zenders MTV, TMF en door BNN op Nederland 2 in de Nederlandse versie van "Top of the Pops".

## Hitnoteringen

### Nederlandse Top 40
| Blue (Da ba dee) in de Nederlandse Top 40 - binnen: 24 juli 1999 | Blue (Da ba dee) in de Nederlandse Top 40 - binnen: 24 juli 1999 | Blue (Da ba dee) in de Nederlandse Top 40 - binnen: 24 juli 1999 | Blue (Da ba dee) in de Nederlandse Top 40 - binnen: 24 juli 1999 | Blue (Da ba dee) in de Nederlandse Top 40 - binnen: 24 juli 1999 | Blue (Da ba dee) in de Nederlandse Top 40 - binnen: 24 juli 1999 | Blue (Da ba dee) in de Nederlandse Top 40 - binnen: 24 juli 1999 | Blue (Da ba dee) in de Nederlandse Top 40 - binnen: 24 juli 1999 | Blue (Da ba dee) in de Nederlandse Top 40 - binnen: 24 juli 1999 | Blue (Da ba dee) in de Nederlandse Top 40 - binnen: 24 juli 1999 | Blue (Da ba dee) in de Nederlandse Top 40 - binnen: 24 juli 1999 | Blue (Da ba dee) in de Nederlandse Top 40 - binnen: 24 juli 1999 | Blue (Da ba dee) in de Nederlandse Top 40 - binnen: 24 juli 1999 | Blue (Da ba dee) in de Nederlandse Top 40 - binnen: 24 juli 1999 | Blue (Da ba dee) in de Nederlandse Top 40 - binnen: 24 juli 1999 | Blue (Da ba dee) in de Nederlandse Top 40 - binnen: 24 juli 1999 | Blue (Da ba dee) in de Nederlandse Top 40 - binnen: 24 juli 1999 | Blue (Da ba dee) in de Nederlandse Top 40 - binnen: 24 juli 1999 |
| Week                                                             | 1                                                                | 2                                                                | 3                                                                | 4                                                                | 5                                                                | 6                                                                | 7                                                                | 8                                                                | 9                                                                | 10                                                               | 11                                                               | 12                                                               | 13                                                               | 14                                                               | 15                                                               | 16                                                               |                                                                  |
| ---------------------------------------------------------------- | ---------------------------------------------------------------- | ---------------------------------------------------------------- | ---------------------------------------------------------------- | ---------------------------------------------------------------- | ---------------------------------------------------------------- | ---------------------------------------------------------------- | ---------------------------------------------------------------- | ---------------------------------------------------------------- | ---------------------------------------------------------------- | ---------------------------------------------------------------- | ---------------------------------------------------------------- | ---------------------------------------------------------------- | ---------------------------------------------------------------- | ---------------------------------------------------------------- | ---------------------------------------------------------------- | ---------------------------------------------------------------- | ---------------------------------------------------------------- |
| Nummer                                                           | 21                                                               | 6                                                                | 2                                                                | 2                                                                | 1                                                                | 1                                                                | 1                                                                | 1                                                                | 1                                                                | 2                                                                | 4                                                                | 8                                                                | 16                                                               | 21                                                               | 27                                                               | 35                                                               | uit                                                              |

### Mega Top 100
Hitnotering: 17-07-1999 t/m 18-12-1999. Hoogste notering: 1 (2 weken). 

### Vlaamse Ultratop 50
| Blue (Da ba dee) in de Ultratop 50 - binnen: 7 augustus 1999 | Blue (Da ba dee) in de Ultratop 50 - binnen: 7 augustus 1999 | Blue (Da ba dee) in de Ultratop 50 - binnen: 7 augustus 1999 | Blue (Da ba dee) in de Ultratop 50 - binnen: 7 augustus 1999 | Blue (Da ba dee) in de Ultratop 50 - binnen: 7 augustus 1999 | Blue (Da ba dee) in de Ultratop 50 - binnen: 7 augustus 1999 | Blue (Da ba dee) in de Ultratop 50 - binnen: 7 augustus 1999 | Blue (Da ba dee) in de Ultratop 50 - binnen: 7 augustus 1999 | Blue (Da ba dee) in de Ultratop 50 - binnen: 7 augustus 1999 | Blue (Da ba dee) in de Ultratop 50 - binnen: 7 augustus 1999 | Blue (Da ba dee) in de Ultratop 50 - binnen: 7 augustus 1999 | Blue (Da ba dee) in de Ultratop 50 - binnen: 7 augustus 1999 | Blue (Da ba dee) in de Ultratop 50 - binnen: 7 augustus 1999 | Blue (Da ba dee) in de Ultratop 50 - binnen: 7 augustus 1999 | Blue (Da ba dee) in de Ultratop 50 - binnen: 7 augustus 1999 | Blue (Da ba dee) in de Ultratop 50 - binnen: 7 augustus 1999 | Blue (Da ba dee) in de Ultratop 50 - binnen: 7 augustus 1999 | Blue (Da ba dee) in de Ultratop 50 - binnen: 7 augustus 1999 | Blue (Da ba dee) in de Ultratop 50 - binnen: 7 augustus 1999 | Blue (Da ba dee) in de Ultratop 50 - binnen: 7 augustus 1999 | Blue (Da ba dee) in de Ultratop 50 - binnen: 7 augustus 1999 |
| Week                                                         | 1                                                            | 2                                                            | 3                                                            | 4                                                            | 5                                                            | 6                                                            | 7                                                            | 8                                                            | 9                                                            | 10                                                           | 11                                                           | 12                                                           | 13                                                           | 14                                                           | 15                                                           | 16                                                           | 17                                                           | 18                                                           | 19                                                           |                                                              |
| ------------------------------------------------------------ | ------------------------------------------------------------ | ------------------------------------------------------------ | ------------------------------------------------------------ | ------------------------------------------------------------ | ------------------------------------------------------------ | ------------------------------------------------------------ | ------------------------------------------------------------ | ------------------------------------------------------------ | ------------------------------------------------------------ | ------------------------------------------------------------ | ------------------------------------------------------------ | ------------------------------------------------------------ | ------------------------------------------------------------ | ------------------------------------------------------------ | ------------------------------------------------------------ | ------------------------------------------------------------ | ------------------------------------------------------------ | ------------------------------------------------------------ | ------------------------------------------------------------ | ------------------------------------------------------------ |
| Nummer                                                       | 19                                                           | 7                                                            | 2                                                            | 2                                                            | 2                                                            | 1                                                            | 1                                                            | 1                                                            | 1                                                            | 2                                                            | 4                                                            | 7                                                            | 10                                                           | 14                                                           | 13                                                           | 20                                                           | 35                                                           | 43                                                           | 47                                                           | uit                                                          |

## Tracklijst
1. "Blue" [Blue ice pop radio edit] - 3:40
2. "Blue" [DJ Ponte ice pop mix] - 6:27
3. "Blue" [Hannover remix] - 6:25
4. "Blue" [Dub mix] - 4:49
5. "Blue" [Ice pop instrumental mix] - 6:28
6. "Blue" [Blue paris remix] - 7:42
7. "Blue" [Team blue radio mix] - 4:21

## Covers en samples
- In 2009 bracht de Amerikaanse rapper Flo Rida het nummer Sugar uit. Dit nummer maakt gebruik van de sample "da ba dee da ba da" uit Blue.
- De rapformatie Broederliefde samplede in 2018 het lied in hun nummer Waar wacht je op.
- Het refrein van het lied Vreemde voor mij van Sigourney K en Sevn Alias uit 2021 is een bewerking van Blue (Da ba dee).
- David Guetta en Bebe Rexha bewerkten het nummer in 2022 in het lied I'm Good (Blue).